# Grablege

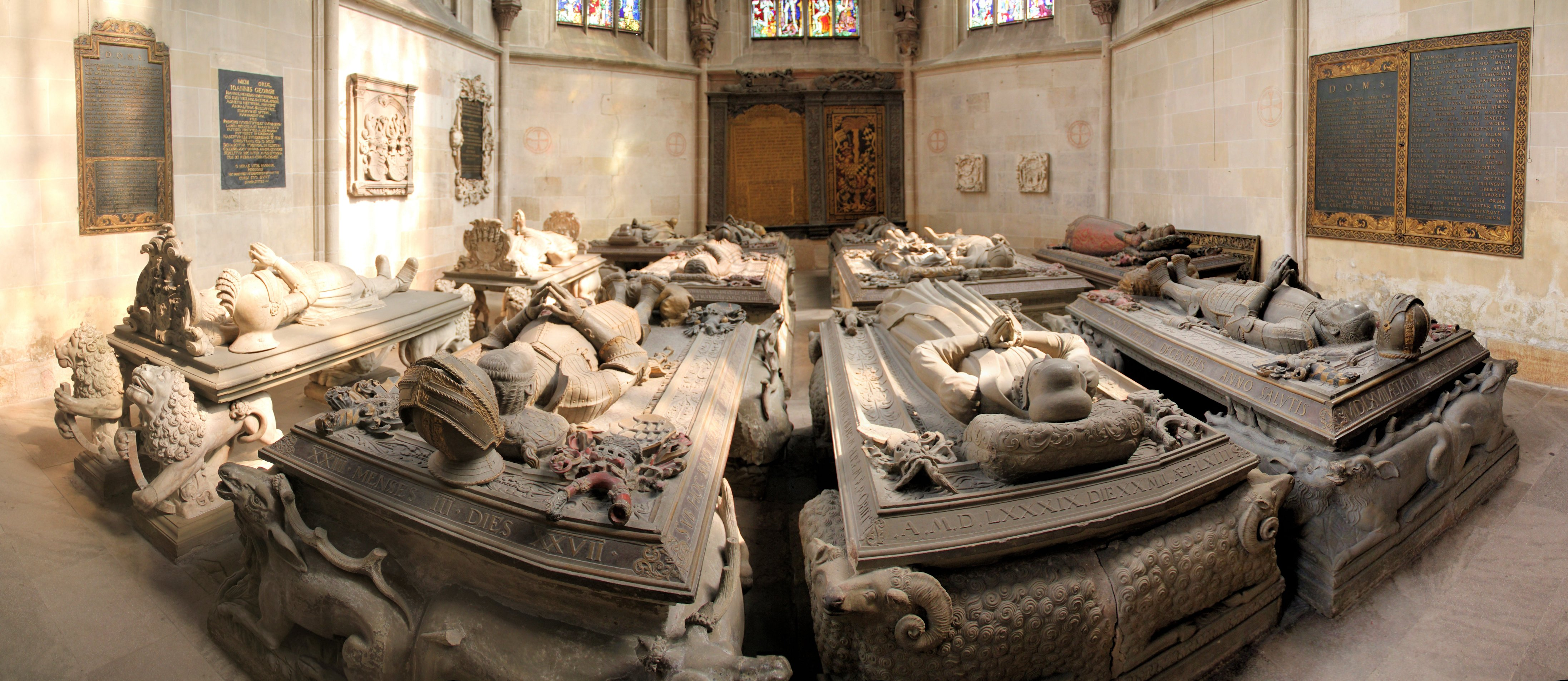
Grablege im Chor der Stiftskirche zu St. Georg in Tübingen

Als Grablege wird eine regelmäßig benutzte Grabstätte sozial höhergestellter Personen bezeichnet, meist im Zusammenhang mit der Bestattung von Monarchen, Bischöfen oder Adelsfamilien. In vielen Fällen sind Grablegen repräsentativ gestaltet und im Inneren von Kirchen zu finden. Für den Begriff der Grablege ist entscheidend, dass die Begräbnisstätte nur für Bestattungen aus demselben sozialen Personenkreis vorgesehen ist.
Grablegen innerhalb von Kirchen, Klöstern und Stiften werden auch als Sepultur bezeichnet. Bei der Errichtung von Grablegen in Kirchen oder in einer Krypta war die Exklusivität des Begräbnisses innerhalb des betreffenden Sakralraums von besonderer Bedeutung.
In Zusammenhang mit den Grablegen adeliger oder bürgerlicher Familien oder Geschlechter ist besonders in Norddeutschland auch der Begriff Erbbegräbnis gebräuchlich.

## Formen und Beispiele
Der Begriff Grablege bezieht sich auf die Funktion der Grabstätte, nicht auf ihre Gestaltung. Es ist unerheblich, ob eine Grablege ein Gemeinschaftsgrab ist oder aus Einzelgräbern besteht. Eine als Grablege dienende Begräbnisstätte kann unter anderem auch als Gruft oder als Mausoleum angelegt sein.

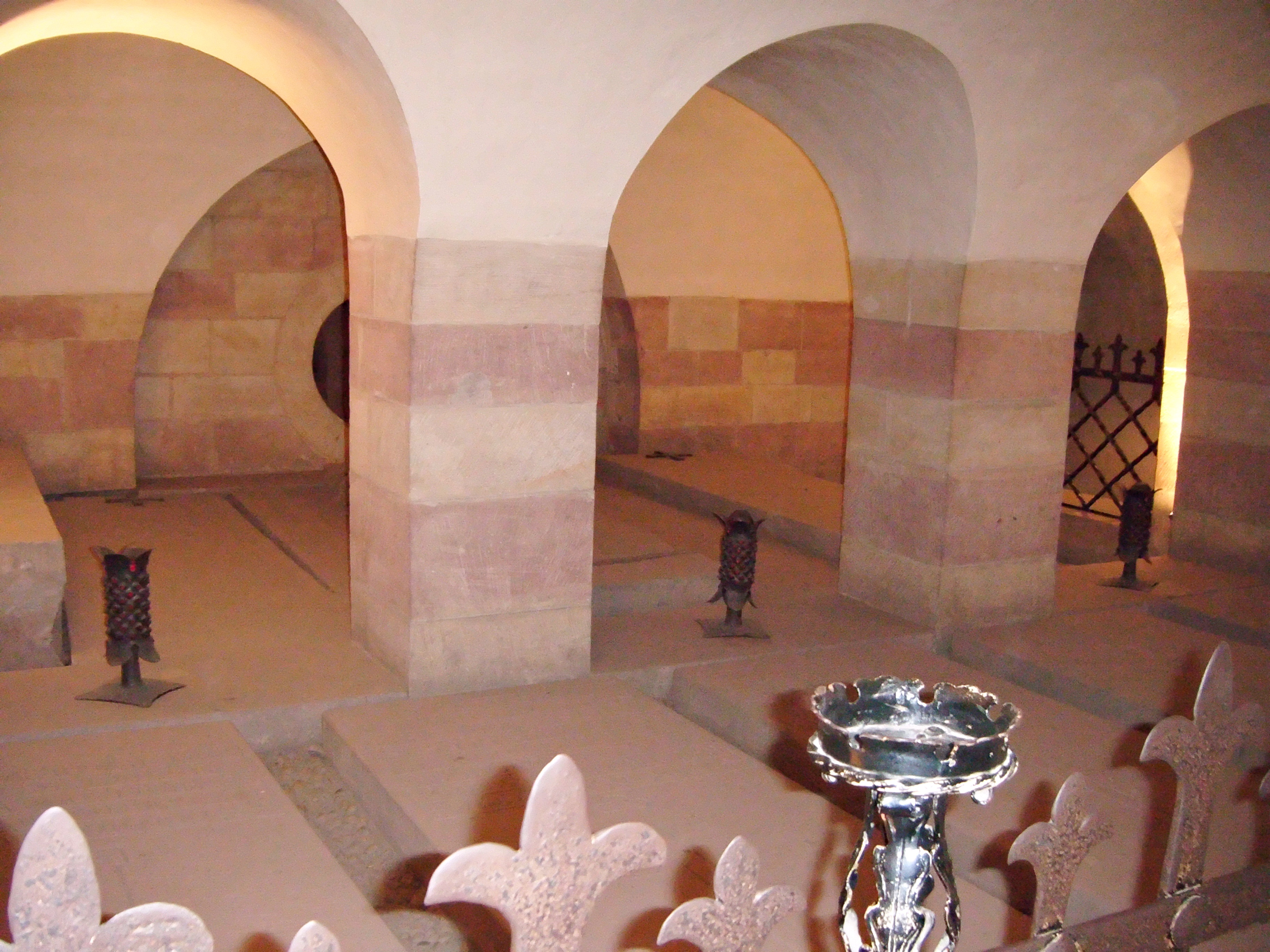
Die Kaisergruft in der Krypta des Speyerer Doms

- In der Kaisergruft des Speyerer Doms fanden ab 1039 alle salischen Kaiser, zwei weitere mittelalterliche Herrscher des Römisch-deutschen Reichs, einige ihrer Ehefrauen und Söhne sowie fünf Bischöfe ihre letzte Ruhestätte.
- Die Habsburger in Wien benutzten die eigene Kapuzinergruft als Grablege.
- Die französischen Könige liegen in der Kathedrale von Saint-Denis in Paris meist in Einzelgräbern begraben, wobei diese teilweise als Grüfte und teilweise als Erdgräber im Kircheninneren angelegt waren.
- Die Grablege der norwegischen Könige befindet sich in der Krypta der Schlosskirche der Festung Akershus in Oslo.
- Als Grablege der schwedischen Könige dient der Friedhof Haga im Hagapark in Stockholm.
- Die griechischen Könige nutzten als eigenen Friedhof den Friedhof Tatoi als Grablege, dieser befindet sich im Schlosspark von Tatoi.
- Die Scaliger von Verona hatten ein umzäuntes Areal neben der Kirche Santa Maria Antica als Grablege, wo ihre Sarkophage in großen Grabbauten in Form gotischer Schreine mit Reiterstandbildern stehen.
- Die Fürsten von Schaumburg-Lippe bevorzugten Mausoleen als Familiengrablege und ließen sich zunächst im Mausoleum Stadthagen bestatten, ab 1915 im Mausoleum Bückeburg.
- Die Grablege der Bischöfe von Rottenburg-Stuttgart befindet sich nicht im Dom St. Martin, sondern in der Gruft der Sülchenkirche in Rottenburg am Neckar.

In Bayern ist in der frühen Neuzeit zu beobachten, dass auf dem Lande ansässige katholische Adelsfamilien meist die ihrem Schloss am nächsten liegende Pfarrkirche als Grablege benutzten. Wer im Schloss starb, wurde in der nahen Pfarrkirche bestattet, selbst wenn die überwiegende Mehrheit der Familienangehörigen ihre Residenz an einem anderen Ort hatte. Dies geschah manchmal in der Form von individuellen Erdgräbern, so dass im Laufe der Zeit ein Anwachsen mehrerer Grabstellen aufeinanderfolgender Generationen eines Geschlechtes in der Kirche festzustellen ist. In anderen Fällen wurde die Nutzung der Kirche als Grablege planmäßig angestrebt; dies war meist verbunden mit der Errichtung einer Familiengruft.

## „Grablege“ als Vorgang
Grablege bezeichnet als Synonym für die üblichere Bezeichnung Grablegung manchmal den Vorgang der Bestattung. Die Grablegung Christi (seltener: Grablege Christi) ist ein verbreiteter Bildtypus in der christlichen Kunst.